# Вилья-Алемана
Вилья-Алемана (исп. Villa Alemana, дословно «Немецкая деревня») — город в Чили. Административный центр одноимённой коммуны. Население города — 94 802 человека (2002). Город и коммуна входит в состав провинции Марга-Марга и области Вальпараисо. До 11 марта 2010 года коммуна входила в состав провинции Вальпараисо. Город входит в состав городской агломерации Большой Вальпараисо.
Территория — 97 км². Численность населения — 126 548 жителей (2017). Плотность населения — 1304,6 чел./км².

## Расположение
Город расположен в 26 км на восток от административного центра области города Вальпараисо.
Коммуна граничит:
- на севере — c коммуной Лимаче
- на востоке — с коммуной Лимаче
- на юге — c коммуной Килпуэ
- на западе — c коммуной Килпуэ

## Демография
Согласно сведениям, собранным в ходе переписи 2017 г. Национальным институтом статистики (INE), население коммуны составляет:
| Полное население                          | Полное население                          | Полное население                          | Полное население                          | Полное население                          | 126 548 |
| ----------------------------------------- | ----------------------------------------- | ----------------------------------------- | ----------------------------------------- | ----------------------------------------- | ------- |
| в том числе:                              | Городское население                       | 125 327                                   | Процент городского населения, %           | 99,04                                     |         |
|                                           | Сельское население                        | 1 221                                     | Процент сельского населения, %            | 0,96                                      |         |
|                                           | Мужское население                         | 59 756                                    | Процент мужского населения, %             | 47,22                                     |         |
|                                           | Женское население                         | 66 792                                    | Процент женского населения, %             | 52,78                                     |         |
| Плотность населения, чел/км²              | Плотность населения, чел/км²              | Плотность населения, чел/км²              | Плотность населения, чел/км²              | Плотность населения, чел/км²              | 1304,6  |
| Население коммуны в % к населению области | Население коммуны в % к населению области | Население коммуны в % к населению области | Население коммуны в % к населению области | Население коммуны в % к населению области | 6,97    |

| Динамика изменения населения коммуны | Динамика изменения населения коммуны | Динамика изменения населения коммуны | Динамика изменения населения коммуны |
| ------------------------------------ | ------------------------------------ | ------------------------------------ | ------------------------------------ |
| 1992                                 | 2002                                 | 2012                                 | 2017                                 |
| 71 672                               | 95 623▲                              | 119 327▲                             | 126 548▲                             |

## Важнейшие населенные пункты[4]
| № | Населённый пункт | Населённый пункт (исп.) | Категория | Население чел. (2002) | На карте                        |
| - | ---------------- | ----------------------- | --------- | --------------------- | ------------------------------- |
| 1 | Вилья-Алемана    | Villa Alemana           | город     | 94802                 | 33°02′39″ ю. ш. 71°22′21″ з. д. |
| 2 | Эль-Патагуаль    | El Patagual             | поселок   | 225                   | 33°02′11″ ю. ш. 71°18′49″ з. д. |
| 3 | Ло-Идальго       | Lo Hidalgo              | поселок   | 159                   | 33°02′08″ ю. ш. 71°18′05″ з. д. |